# Micheline Bourday
Micheline Bourday (París, 6 de octubre de 1921-Ville-d'Avray, 26 de noviembre de 1988) fue una actriz teatral, cinematográfica y televisiva de nacionalidad francesa.

## Biografía
Su verdadero nombre era Micheline Yvonne Marie-Marcelle Rouyat, y nació en París, Francia. Inició su carrera artística en el Théâtre royal des Galeries, en Bruselas, a donde había sido llamada por los directores Lucien Fonson y Aimé Declercq. Posteriormente actuó en el Théâtre national de Belgique y en el Rideau de Bruxelles. A partir de entonces actuó con frecuencia en Bélgica.
Diez años más tarde, en 1969, volvió a París, trabajando en el Teatro de los Campos Elíseos con la obra Cher Antoine ou l'Amour raté, de Jean Anouilh. Otras obras en las que actuó fueron Les Caméléones, Le Clin d'œil, Les Autruches y Des phantasmes dans le caviar, esta última representada en el Festival du Marais, en París.
En el cine actuó, entre otros filmes, en Le Pays bleu, de Jean-Charles Tacchella, encarnando a la esposa de Gerber (Michel Galabru), en los dos últimos títulos de la serie de películas del Gendarme protagonizadas por Louis de Funès, sucediendo a la actriz Nicole Vervil. 
Su carrera terminó con un pequeño papel en la película de Andrzej Żuławski Mes nuits sont plus belles que vos jours. Pocas semanas más tarde, en noviembre de 1988,
la actriz, sola, enferma y deprimida, se suicidó en Ville-d'Avray, Francia.
Durante cuatro años fue la esposa del diseñador de producción Willy Holt.

## Teatro
- 1979 : Las mujeres sabias, de Molière, escenografía de Jean Térensier, Théâtre de la Renaissance
- 1980 : Frédéric Chopin, de Mario Reinhard, escenografía de Michel Bertay, Théâtre de la Madeleine
- 1982 : La Pattemouille, de Michel Lengliney, escenografía de Jean-Claude Islert, Théâtre de la Michodière
- 1985 : Comme de mal entendu, de Peter Ustinov, escenografía de Michel Bertay, Théâtre de la Madeleine

## Filmografía
- 1954 : Si Versailles m'était conté..., de Sacha Guitry
- 1974 : Nuits rouges, de Georges Franju
- 1976 : Le Pays bleu, de Jean-Charles Tacchella
- 1977 : Dis bonjour à la dame, de Charles Gérard
- 1977 : On peut le dire sans se fâcher, de Roger Coggio
- 1978 : Violette Nozière, de Claude Chabrol
- 1979 : Le Gendarme et les Extra-terrestres, de Jean Girault
- 1980 : L'Avare, de Jean Girault y Louis de Funès
- 1980 : La Boum, de Claude Pinoteau
- 1981 : Croque la vie, de Jean-Charles Tacchella
- 1982 : Le Gendarme et les Gendarmettes, de Jean Girault y Tony Aboyantz
- 1984 : Les parents ne sont pas simples cette année, de Marcel Jullian
- 1984 : American Dreamer, de Rick Rosenthal
- 1984 : La Septième Cible, de Claude Pinoteau
- 1985 : Tranches de vie, de François Leterrier
- 1989 : Mes nuits sont plus belles que vos jours, de Andrzej Zulawski
- 1989 : Mes meilleurs copains, de Jean-Marie Poiré

### Televisión
- 1967 : Les Cinq Dernières Minutes, episodio Finir en beauté, de Claude Loursais
- 1973 : Les Coqs de minuit, de Édouard Logereau
- 1975 : L'Homme sans visage, de Georges Franju
- 1978 : Les Jeunes Filles, de Lazare Iglesis